# Police nationale (Madagascar)
La Police nationale (Polisimpirenena ou Polisy Nasionaly) est la force de police nationale de la république de Madagascar qui exerce les compétences de l'État en matière de sécurité et de maintien de l'ordre. Elle est placée sous la tutelle du ministère de la sécurité publique. Les policiers titulaires et stagiaires qui la composent sont des fonctionnaires de l'État.

## Histoire
La Police nationale malgache trouve ses racines à l'époque des structures claniques et féodales. Les Zokiolona et Sakaizam-bohitra étaient alors chargés des questions de sécurité et des missions de police.
En 1896, Madagascar devint une colonie française sous l'administration de Joseph Gallieni qui initia des réformes majeures, notamment la création, en 1897, de la Sûreté générale par décret. Cette institution, conçue pour servir les intérêts de la métropole, fut utilisée à des fins répressives, notamment pour le recouvrement des impôts. Cette situation évolua après l'indépendance de Madagascar en 1960.
Après l'indépendance, la Police nationale subit une série de réformes importantes. Le 31 septembre 1961, la direction de la Police nationale, composée de groupes d'intervention réduits appelés Brigade de Police Générale, fut créée au sein du ministère de l'Intérieur. En 1965, ces groupes furent transformés en Force Républicaine de Sécurité (FRS), une entité policière reconnue pour son efficacité sur tout le territoire, particulièrement lors des interventions de 1971 contre le mouvement populaire dans le sud.
La loi N° 68-027 du 17 décembre 1968 amorça la malgachisation des cadres de la Police nationale. Après la chute du pouvoir de la Première République, la FRS fut rebaptisée Groupe Mobile de la Police (GMP) jusqu'à l'événement Richard Ratsimandrava en février 1975. Le décret n°76-088 du 7 mars 1976 consacra la Police nationale en tant que Direction générale, renforçant son rôle sous l'autorité du Président de la République démocratique de Madagascar et sous la tutelle du ministère de l'Intérieur.
Au cours de la Deuxième République, d'autres réformes furent mises en place. Le décret 76-088 du 7 mars 1976 transforma la Direction de la Police nationale en Direction générale de la Police nationale, sous l'autorité du Président de la République démocratique de Madagascar et la tutelle du ministère de l'Intérieur. En 1977, le décret n°77-446 du 21 décembre institua les Forces d'Intervention de Police (FIP) basées à Antanimora, composées initialement d'ex-militaires.
Sous le Gouvernement de Transition, la Direction générale de la Police nationale fut élevée au rang de ministère, renforçant son importance et élargissant son champ d'action. L'arrêté 0836.94 du 1er mars 1994 délimita la compétence territoriale des services de la Police nationale.
Sous la Troisième République, le ministère de la Police nationale fut réorganisé en Secrétariat d'État chargé de la Sécurité publique, sous la tutelle du ministère de l'Intérieur.